# 穆爾斯敦 (新澤西州)
穆爾斯敦（英語：Moorestown）是位於美國新澤西州伯靈頓縣的一個鎮區。

## 地方資料
穆爾斯敦的面積為38.70平方千米，當中陸地面積為38.55平方千米，而水域面積為0.15平方千米。根據2020年美國人口普查的數據，當地共有人口21355人，而人口密度為每平方千米551.81人。